# Province de Tây Ninh
Cet article concerne la province vietnamienne. Pour la ville vietnamienne, voir Tây Ninh (ville).
La province de Tây Ninh est une des provinces de la région du sud-est du Viêt Nam au sud du pays dans la région du Sud-Est.

## Histoire
Au temps des khmers, la province était appelée Raonk Damrey (រោងដំរី) littéralement les dompteurs d'éléphants avant son annexion au XVIIIe siècle par la dynastie Nguyen.
Durant la guerre du Viêt Nam, la province fut le théâtre de l'opération Junction City (22 février - 14 mai 1967), la plus grande opération aéroportée de l'armée américaine depuis la Seconde Guerre mondiale.

## Administration
La Province de Tây Ninh est composée de la ville de Tây Ninh et des districts suivants:
- Tân Biên
- Tân Châu
- Dương Minh Châu
- Châu Thành
- Hòa Thành
- Bến Cầu
- Gò Dầu
- Trảng Bàng

## Source
1. ↑  Area, population and population density in 2012 by province, General Statistics Office Of Vietnam (lire en ligne)